# 岡映
岡 映（おか あきら 1912年7月10日 - 2006年4月13日）は岡山県出身の部落解放運動家、歴史家。

## 経歴
岡山県英田郡江見町（現・美作市）の被差別部落に生まれ、京都で友禅職人として働く。1932年、日本共産党に入党。
1935年、全国水平社第13回全国大会に参加。
戦後は、農民運動・重税反対闘争に積極的に取り組んだ。
岡山県美作地方を中心に岡山県農民同盟の活動や岡山県人民解放同盟青年協議会副会長、部落解放全国委員会岡山県連合会常任委員、および同書記長を歴任。
1955年、部落解放同盟岡山県連書記長に就任。同中四国ブロック協議会議長を経て、1966年、同県連委員長に就任。
1970年2月19日、第5回部落解放同盟岡山県委員会開催。中央委員会支持派である同副委員長大源実、同会計江田浩による「分裂策動」を非難。同年2月25日、大源、江田両名を除名。
同年4月7日、部落解放同盟中央委員会、岡ら県常任委員15名を権利停止処分を受け、同年4月15日、県連第22回大会にて、中央委員会との絶縁を表明。
同年6月7日、部落解放同盟正常化全国連絡会議を結成。岡は議長に就任。岡山県においては、中央本部派が反主流派となった。このため、『解放新聞』岡山版は八鹿高校事件などにおいても、共産党側に立った紙面となっていた。
1972年12月、衆院選に出馬するも落選。
1976年3月16日、全国部落解放運動連合会中央執行委員長就任。
2006年4月13日、心不全で死去。享年93。